# Yoon Chan-young
Đây là một tên người Triều Tiên, họ là Yoon.
Yoon Chan-young (Tiếng Triều Tiên: 윤찬영, Hanja: 尹燦榮, sinh ngày 25 tháng 4 năm 2001) là một nam diễn viên người Hàn Quốc. Anh bắt đầu sự nghiệp diễn xuất với bộ phim When a man falls in love năm 2013 và được biết đến với tư cách là một nam diễn viên nhí. Năm 2022 anh được biết đến rộng rãi với vai diễn Lee Cheong-san trong bộ phim Ngôi trường xác sống của Netflix.

## Tiểu sử
Yoon Chan-young sinh ngày 25 tháng 4 năm 2001 tại phường Gangseo-gu, Seoul, Hàn Quốc trong một gia đình có bố mẹ và một em gái. Anh lớn lên ở thành phố Goyang, tỉnh Gyeonggi, tốt nghiệp trường tiểu học Munhwa, trường cấp hai Goyang Shinil và trường Trung học nghệ thuật Goyang, là bạn cùng lớp của nữ ca sĩ Park Sieun nhóm STAYC. Anh ra mắt lần đầu tiên với vai diễn nhí trong bộ phim When a man falls in love. Chan-young từng thực tập tại công ty Fantagio, công ty quản lý của nam thần tượng Cha Eun-woo. Anh là người duy nhất trong dự án được chọn với tư cách là một diễn viên chuyên nghiệp chứ không phải thần tượng giải trí. Anh hiện đang theo học tại trường Đại học Hanyang, khoa Sân khấu và Điện ảnh.

## Sự nghiệp
Năm 2014, Yoon Chan-young xuất hiện lần đầu với vai diễn Lee Jae-hee khi còn lúc nhỏ trong bộ phim truyền hình When a Man Loves do đài MBC sản xuất. một năm sau, anh được chú ý nhờ khả năng diễn xuất trong bộ phim truyền hình Mama, nhờ vai diễn này, anh đã giành được Giải Nam diễn viên trẻ xuất sắc nhất tại thưởng phim truyền hình của đài MBC. Năm 2015 anh đảm nhận vai diễn thời thơ ấu của Lee Bang-ji trong Six Flying Dragons. Một năm sau, anh đảm nhận vai diễn nhí của Son Ho-jun trong Blow the Breeze kết hợp với bạn diễn Lee Young-eun.
Kể từ năm 2018, Chan-young xuất hiện trên màn ảnh với nhiều vai diễn khác nhau đồng thời anh bắt đầu ghi tên mình như một ngôi sao đang lên trong lĩnh vực phim độc lập. Đặc biệt, khi đóng vai bệnh nhân uống thuốc giảm đau trong Doctor John  anh một lần nữa nhận được sự chú ý của nhiều khán giả. Với tác phẩm này, anh đã giành được giải Nam diễn viên trẻ xuất sắc nhất tại Lễ trao giải phim truyền hình SBS năm 2019. Vào năm 2020, anh ấy được chọn vào vai Joo Dong-myung trong bộ phim Nobody Knows của đài SBS.
Năm 2022, trong loạt phim truyền hình gốc Ngôi trường xác sống do Netflix sản xuất, Yoon Chan-young đang nhận được sự chú ý của công chúng với lối diễn ghi điểm mạnh mẽ khi vào vai nhân vật chính Lee Cheong-san.

## Danh sách phim

### Phim
| Năm  | Tên phim               | Vai diễn              | Ghi chú | Nguồn |
| ---- | ---------------------- | --------------------- | ------- | ----- |
| 2014 | The Legacy             | Han Jung-do (lúc nhỏ) |         |       |
| 2014 | Mourning Grave         | Kang In-soo (lúc nhỏ) |         |       |
| 2014 | Manhole                | Soo-chul (lúc nhỏ)    |         |       |
| 2017 | My Son Is Puberty      | Woo Han-chul          |         |       |
| 2017 | Mothers                | Jong-wook             |         |       |
| 2019 | The Fault Is Not Yours | Joon-young / Ji-geun  |         |       |
| 2019 | Birthday               | Jung Soo-ho           |         |       |
| 2020 | Light for the Youth    | Yi-joon               |         |       |

### Phim truyền hình
| Năm  | Năm  | Tên phim                 | Nền tảng phát sóng | Vai diễn                | Nguồn |
| ---- | ---- | ------------------------ | ------------------ | ----------------------- | ----- |
| 2013 | 2013 | When a man falls in love | MBC                | Lee Jae-hee (lúc nhỏ)   |       |
| 2013 | 2013 | Monstar                  | Mnet               | Jung Sun-woo (lúc nhỏ)  |       |
| 2014 | 2014 | Pluto Squad              | EBS                | Lee Woo-jin             | [ 4 ] |
| 2014 | 2014 | Gap-dong                 | tvN                | Ryu Tae-oh (lúc nhỏ)    |       |
| 2014 | 2014 | Mama                     | MBC                | Han Geu-roo             |       |
| 2015 | 2015 | Splendid Politics        | MBC                | Hong Joo-won (lúc nhỏ)  |       |
| 2015 | 2015 | Six Flying Dragons       | SBS                | Dang-sae (lúc nhỏ)      | [ 5 ] |
| 2015 | 2015 | Bubble Gum               | tvN                | Park Ri-hwan (lúc nhỏ)  | [ 6 ] |
| 2016 | 2016 | Blow Breeze              | MBC                | Lee Jang-go (lúc nhỏ)   |       |
| 2016 | 2016 | Dr. Romantic             | SBS                | Kang Dong-joo (lúc nhỏ) |       |
| 2017 | 2017 | The Bride of Habaek      | tvN                | Shin Hoo-ye (lúc nhỏ)   |       |
| 2017 | 2017 | The King in Love         | MBC                | Wang Rin (lúc nhỏ)      |       |
| 2018 | 2018 | Oh, the Mysterious       | SBS                | KIm Jong-sam (lúc nhỏ)  | [ 7 ] |
| 2018 | 2018 | Still 17                 | SBS                | Gong Woo-jin (lúc nhỏ)  | [ 8 ] |
| 2019 | 2019 | Everything and Nothing   | SBS                | Go Min-jae              |       |
| 2019 | 2019 | Doctor John              | SBS                | Lee Ki-seok             |       |
| 2020 | 2020 | Nobody Knows             | SBS                | Joo Dong-myung          |       |
| 2020 | 2020 | Do You Like Brahms?      | SBS                | Seung Ji-min (cameo)    |       |
| 2023 | 2023 | Taxi ma quái             | TVING              | Seo Yong-min            | [ 9 ] |

### Phim chiếu mạng
| Năm  | Tên phim             | Nền tảng phát sóng | Vai diễn       | Ghi chú | Nguồn  |
| ---- | -------------------- | ------------------ | -------------- | ------- | ------ |
| 2022 | Ngôi trường xác sống | Netflix            | Lee Cheong-san |         | [ 10 ] |
| 2022 | Boys Flight          | KT Season          | Yoon Tak       | Mùa 1–2 | [ 11 ] |
| 2024 | Đại ca đi học        | TVING              | Song Yi-heon   |         | [ 12 ] |

## Giải thường và đề cử
| Năm  | Giải thưởng            | Hạng mục                        | Tác phẩm               | Kết quả   | Nguồn  |
| ---- | ---------------------- | ------------------------------- | ---------------------- | --------- | ------ |
| 2014 | APAN Star Awards       | Nam diễn viên trẻ xuất sắc nhất | Mama                   | Đoạt giải |        |
| 2014 | MBC Drama Awards       | Nam diễn viên trẻ xuất sắc nhất | Mama                   | Đoạt giải | [ 3 ]  |
| 2016 | MBC Drama Awards       | Nam diễn viên trẻ xuất sắc nhất | Blow Breeze            | Đề cử     |        |
| 2017 | MBC Drama Awards       | Nam diễn viên trẻ xuất sắc nhất | The King in Love       | Đề cử     |        |
| 2018 | SBS Drama Awards       | Nam diễn viên trẻ xuất sắc nhất | Still 17               | Đề cử     |        |
| 2019 | SBS Drama Awards       | Nam diễn viên trẻ xuất sắc nhất | Everything and Nothing | Đề cử     |        |
| 2019 | SBS Drama Awards       | Nam diễn viên trẻ xuất sắc nhất | Doctor John            | Đoạt giải |        |
| 2019 | Wildflower FIlm Awards | Nam diễn viên mới xuất sắc nhất | Mothers                | Đề cử     | [ 13 ] |